# Сироканэ-Таканава (станция)

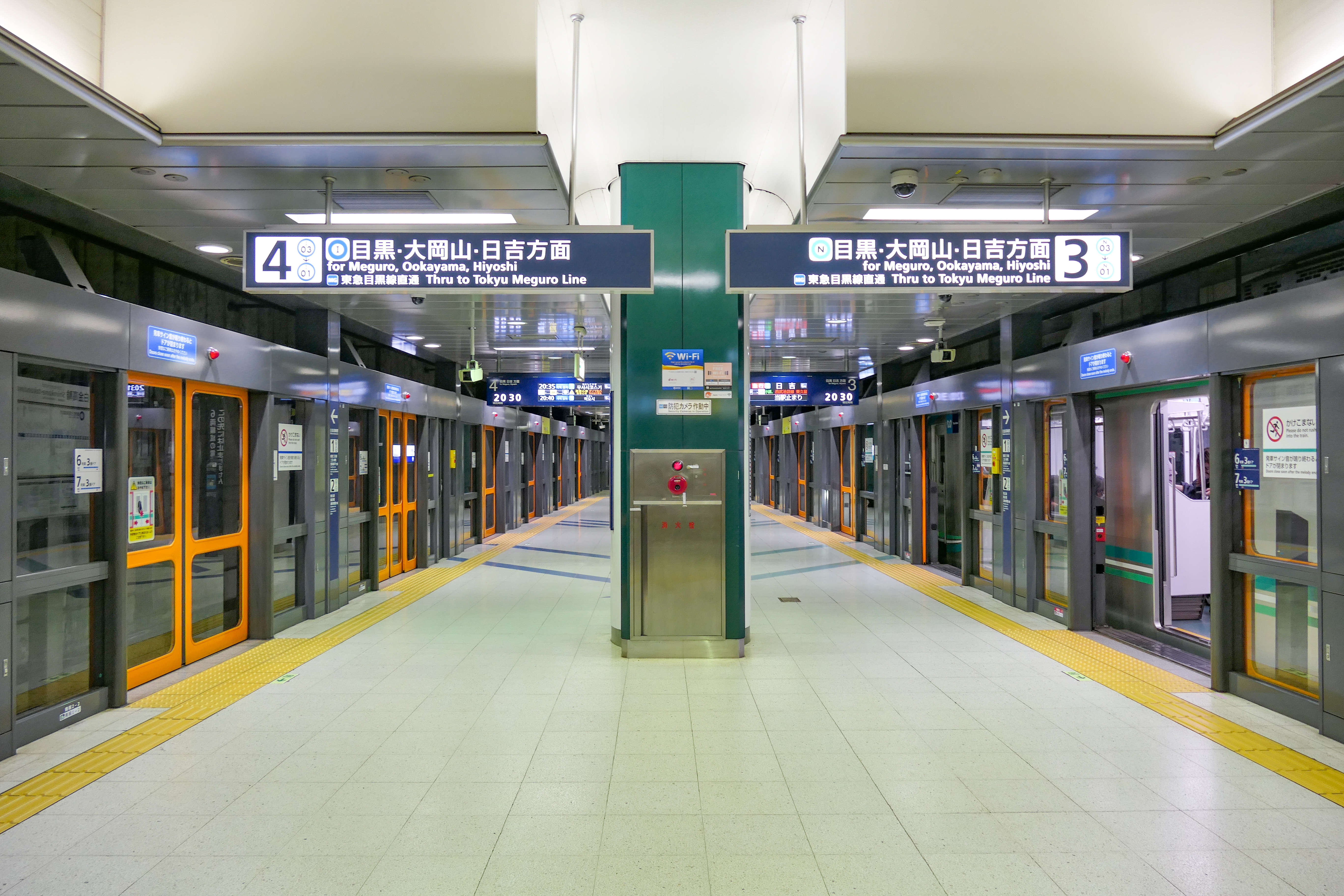
Станционные платформы №3 и №4 линий Намбоку и Мита.

Станция Сироканэ-Таканава (яп. 白金高輪駅 сироканэ таканава эки) — железнодорожная станция на линиях Намбоку и Мита, расположенная в специальном районе Минато в Токио. Станция обозначена номером I-03 на линии Мита и N-03 на линии Намбоку. Станция была открыта 26 сентября 2000 года. На станции установлены платформенные раздвижные двери.

## Планировка станции
Две платформы островного типа и 4 пути.
Платформы используются совместно обеими линиями.
| 1 | ○ Линия Мита    | Отэмати・ Сугамо ・ Ниси-Такасимадайра                  |
| 2 | ○ Линия Намбоку | Нагататё ・ Комагомэ ・ Акабанэ-Ивабути ・ Урава-Мисоно |
| 3 | ○ Линия Намбоку | Мэгуро ・ (Линия Мэгуро) Хиёси                          |
| 4 | ○ Линия Мита    | Мэгуро ・ (Линия Мэгуро) Хиёси                          |

## Близлежащие станции
| «             |               | Линия         |               | »             |
| Линия Намбоку | Линия Намбоку | Линия Намбоку | Линия Намбоку | Линия Намбоку |
| ------------- | ------------- | ------------- | ------------- | ------------- |
| Сироканэдай   | Сироканэдай   | -             | Адзабу-Дзюбан | Адзабу-Дзюбан |
| Линия Мита    |               |               |               |               |
| Сироканэдай   | Сироканэдай   | -             | Мита          | Мита          |